# حزب ناسیونال سوسیالیست کارگران ژاپن
حزب کارگران ناسیونال سوسیالیست ژاپن (به ژاپنی: 国家 社会主義 日本 労 働 者 党، Kokka Shakaishugi Nippon Rōdōsha-Tō) یک حزب کوچک نئونازی در کشور ژاپن است. ریاست آن را کازوناری یامادا بر عهده دارد، وی دارای وب سایت و وبلاگی است که شامل ستایش آدولف هیتلر و حملات ۱۱ سپتامبر است.

## عقاید
حزب ناسیونال سوسیالیست علیه آنچه نفوذ یهودیان در صحنه جهانی و در امور ملی می‌داند، مبارزه می‌کند. این حزب طرفدار لغو سلطنت و احیای شوگون است، زیرا معتقد است که دودمان یاماتو به تبعیت از جنگ جهانی دوم مطیع یهودیان بین‌المللی شد و معتقد است که شوگونات معادل ژاپنی اصل فورر است. حزب نازی ژاپن همچنین علیه پناهندگان اقتصادی، اختلاط نژادها و فراماسونری فعالیت می‌کند. این حزب همچنین آنچه در آن مبارزات انتخاباتی ابرشرکت‌محوری خودکفایی می‌نامد، مبارزه می‌کند.